# Påhlmans handelsinstitut

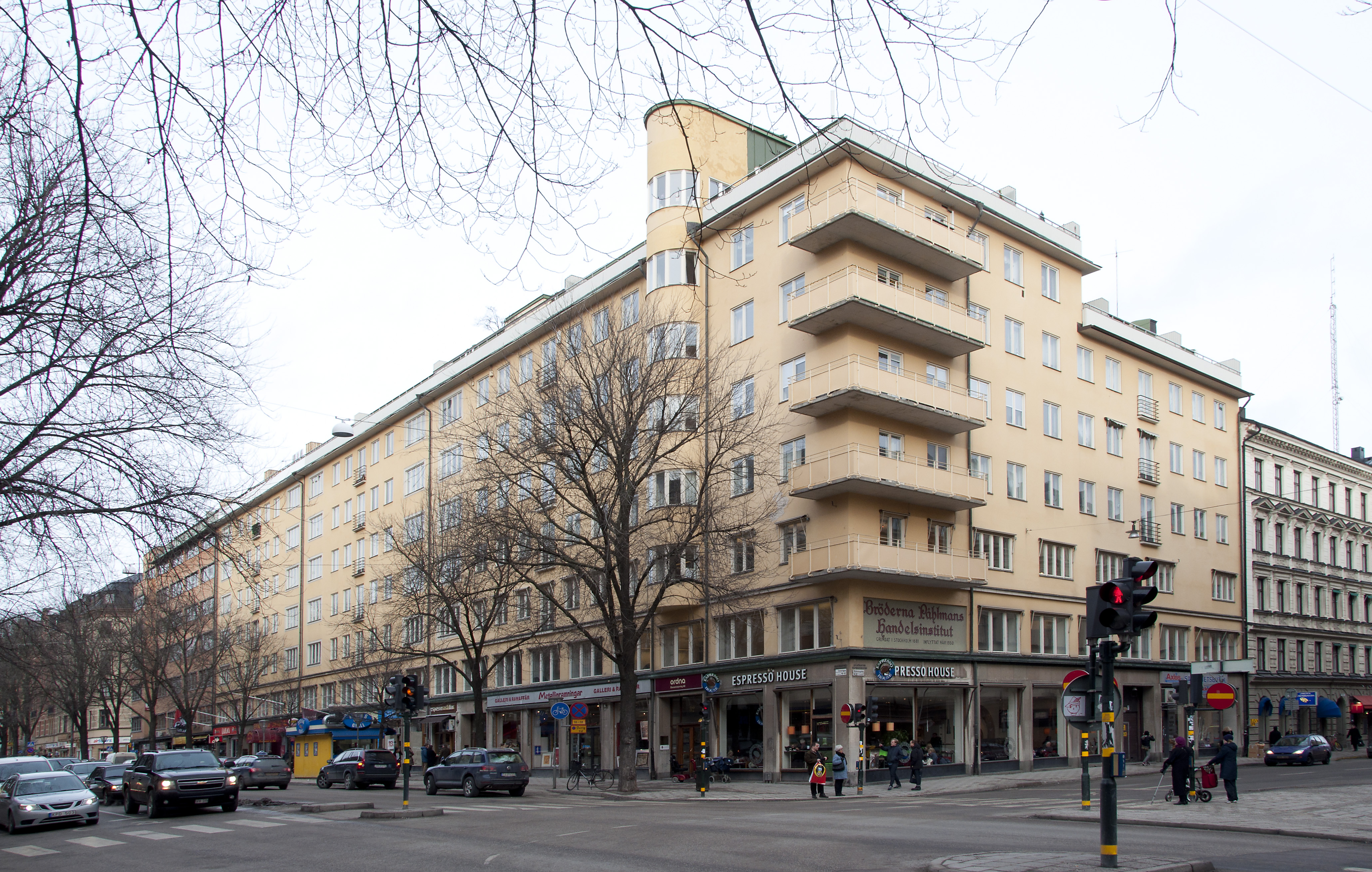
Påhlmans handelsinstitut, Sveavägen, Stockholm

Påhlmans Handelsinstitut är ett utbildningsföretag i Stockholm som bedriver utbildning inom bland annat ekonomi, juridik, HR, research och samhällsbyggnad. Sedan många år finns även en gymnasieskola, Påhlmans Gymnasium. Huvudman för Påhlmans Handelsinstitut är studieförbundet Medborgarskolan. Skolan finns på Hagagatan 23A i Stockholm men idag erbjuds även många kurser och utbildningar online eller via satellit på andra orter.
Skolan erbjuder studiemedelsberättigade YH-utbildningar inom ekonomi, juridik och samhällsbyggnad i Stockholm, Eskilstuna, Karlstad och Helsingborg. Utbildningarna står under Myndigheten för yrkeshögskolans tillsyn. Vid sidan av YH-utbildningarna erbjuder skolan certifieringsutbildningar och kurser inom ekonomi, juridik, HR, research m. fl.

## Historia
Påhlmans Handelsinstitut grundades 1881 av Otto och John Påhlman under namnet Bröderna Påhlmans skrifinstitut, för att lära ut fadern Otto Magnus Påhlmans skrivmetoder. Verksamheten breddades och omfattade affärskorrespondens, bokföring, handelslära och redovisning. Verksamheten bytte namn till Bröderna Påhlmans Handelsinstitut. Namnet Påhlmans Handelsinstitut antogs senare.
Verksamheten flyttade 1930 till det egna huset på Sveavägen 82-88, uppfört av storbyggmästaren Olle Engkvist efter ritningar av Mauritz Dahlberg. Huset var en av Stockholms första funktionalistiska kontorsbyggnader. Sedan mitten av 1970-talet bedrivs verksamheten under Medborgarskolan Region Stockholm.